# Vila Beer
Vila Beer (německy: Villa Beer či Haus Beer) je čtyřpodlažní vila ve vídeňském obvodu Hietzing. Vilu postavenou v letech 1929–1931 navrhli Josef Frank a Oskar Wlach. Je považována za významnou ukázku vídeňské architektonické moderny. Vila je od roku 1987 památkově chráněna.

## Historie
Dům nechali postavit lékař Julius Beer, spolumajitel továrny na gumové podrážky Berson, a jeho manželka Margarete (rozená Blitz). Architektem vily byl Josef Frank, který vilu navrhl ve spolupráci s Oskarem Wlachem. Vila byla dokončena v roce 1930, ve stejném roce, kdy byla postavena i vila Tugendhat v Brně od Ludwiga Miese van der Roheho nebo vila Savoye v Poissy od Le Corbusiera. Frank na rozdíl od těchto staveb, neuplatňoval tak striktní formu funkcionalismu. Interiéru vily dominuje hlavní točité schodiště v hale, které vytváří skulpturální dojem. Podobná morfologie je uplatněna i na detailech zábradlí a krbech. Dominantou druhého patra je velké kruhové okno. Frank do intériéru původně navrhl i celou řadu zajímavých prvků včetně barevných dekorativních tapet a čalounění, předznamenávajících jeho dekorativní modernimus., který plně rozvinul po své emigraci do Švédska v roce 1933.
Rodinu Beerových finanční těžkosti donutily vilu prodat již v roce 1932. Rodina v ní bydlela pouze rok. Ponechali si však právo dům pronajímat, aby mohli pokračovat ve splácení hypotéky až do roku 1937. Nájemníky byli Richard Tauber a Jan Kiepura se svým tajemníkem Marcelem Prawym a také herečka Marta Eggerth. Nakonec byl dům s rozlehlou zahradou včetně vybavení navrženého Frankem a vyrobeného Wlachovou firmou Haus & Garten vydraženo v dražbě, která probíhala v 1936–1938. Vše se ocitlo v majetku pojišťoven Allianz und Giselaverein Versicherungs. V letech 1938–1941 stál dům prázdný. Nábytek byl uložen do skladu.V roce 1941 vilu i s původním vybavením, které bylo do domu vráceno, koupila rodina Pöschmannova z jižních Čech. Po válce vilu pronajali britské armádě, a to až do roku 1952. V průběhu let byl dům opakovaně rozdělen na různé jednotky, a tak v něm našlo místo až pět bytů. Nicméně kromě vybudování některých příček a zřízení kuchyní a koupelen nebyla podstata téměř nijak dotčena. V majetku rodiny Pöschmannů a jejich potomků vila zůstala až do roku 2008.
Dům byl po desetiletí rozdělen na dvě části, které dlouhá léta blokoval soudní spor. V roce 2008 byla jedna polovina na trhu, objevili se zájemci o obytné využití, federální vláda a stát byly několikrát na pokraji koupě, muzea a architektonické instituce podávaly petice, varovaly před chátráním a hyzdícími přestavbami. Až do roku 2021 stála vila víceméně prázdná. Občasně byla vila otevřena pro komentované prohlídky. V roce 2016 byla otevřena na jeden víkend v rámci velké retrospektivní výstavy Josefa Franka v Muzeum užitého umění ve Vídni. Dům navštívilo 2 500 návštěvníků.
V roce 2021 vilu zakoupil nový majitel Lothar Trierenberg, který ji otevřel veřejnosti jako muzeum.